# 맷 세비토

맷 서비토(Matt Servitto, 1965년 4월 7일 ~ )는 미국의 배우이다.
티넥에서 태어났다.

## 출연 작품

### 영화
- 갱스터즈 (1992, Mad Dog Coll)
- 베르사체 살인 사건 (1998, The Versace Murder)
- 비상 계엄 (1998)
- 투 패밀리 하우스 (2000, Two Family House)
- Nola (2003)
- 멜린다 앤 멜린다 (2004) - 잭 역
- Mr. 히치 - 당신을 위한 데이트 코치 (2005)
- 퍼 (2006)
- I Do & I Don't (2007)
- Spinning Into Butter (2007)
- 마법에 걸린 사랑 (2007) - 아티 역
- 사랑의 레시피 (2007)
- Welcome to Academia (2009)
- 빅 팬 (2009, Big Fan) - 디텍티브 벨라르데 역
- 쇼퍼홀릭 (2009)
- 고잉 더 디스턴스 (2010)
- 컴플라이언스 (2012)
- 뉴욕 갱스터 (2013, N.Y.C. Underground) - 어니 역
- 한밤의 황당한 저주 (2017) - 윌리 역
- 복스 룩스 (2018)

### 텔레비전
- 원 라이프 투 리브 (1993-95)
- 로앤오더: 범죄 전담반 (1999, 2009-10)
- 로앤오더: 성범죄 전담반 (2001, 2003, 2003)
- 로앤오더: 뉴욕 특수수사대 (2001, 2005)
- 퍼슨 오브 인터레스트 (2011)
- 해리스 로우 (2011-12)
- 밴시 (2013-16)